# Ланвалле (кантон)
Ланвалле (фр. Lanvallay) — кантон во Франции, находится в регионе Бретань, департамент Кот-д’Армор. Входит в состав округа Динан.

## История
Кантон образован в результате реформы 2015 года. В его состав вошли отдельные коммуны упраздненных кантона Динан-Эст, Динан-Уэст и Эвран.

## Состав кантона с 22 марта 2015 года
В состав кантона входят коммуны (население по данным Национального института статистики за 2019 г.):
- Бобиталь (1 125 чел.)
- Брюсвили (1 176 чел.)
- Калорген (744 чел.)
- Ланвалле (4 195 чел.)
- Ле-Кью (333 чел.)
- Ле-Шан-Жеро (1 036 чел.)
- Ле-Энгле (906 чел.)
- Плёдиан-сюр-Ранс (2 968 чел.)
- Плуан (1 711 чел.)
- Сен-Жюва (646 чел.)
- Сен-Жюдос (555 чел.)
- Сен-Карне 1 051 чел.)
- Сент-Андре-дез-О (372 чел.)
- Сент-Элен (1512 чел.)
- Треврон (685 чел.)
- Трефюмель (274 чел.)
- Эвран (1 757 чел.)

## Политика
На президентских выборах 2022 г. жители кантона отдали в 1-м туре Эмманюэлю Макрону 28,4 % голосов против 23,2 % у Марин Ле Пен и 21,2 % у Жана-Люка Меланшона; во 2-м туре в кантоне победил Макрон, получивший 59,4 % голосов. (2017 год. 1 тур: Эмманюэль Макрон – 25,5 %, Жан-Люк Меланшон – 20,6 %, Марин Ле Пен – 18,6 %, Франсуа Фийон – 18,5 %; 2 тур: Макрон – 69,1 %. 2012 год. 1 тур: Франсуа Олланд — 29,0 %, Николя Саркози — 21,2 %, Марин Ле Пен — 16,9 %; 2 тур: Олланд — 58,2 %).
С 2021 года кантон в Совете департамента Кот-д’Армор представляют член совета коммуны Ланвалле Сесилия Гиги-Деларош (Cécilia Guigui-Delaroche) и мэр коммуны Плуан Мишель Доган (Michel Daugan) (оба — Разные правые).
|                | Кандидаты                         | Партия                   | Первый тур | Первый тур     | Второй тур | Второй тур |
| Кол-во голосов | Кандидаты                         | Партия                   | % голосов  | Кол-во голосов | % голосов  |            |
| -------------- | --------------------------------- | ------------------------ | ---------- | -------------- | ---------- | ---------- |
|                | Сесилия Гиги-Деларош Мишель Доган | Разные правые            | 2 501      | 38,79          | 3 572      | 54,58      |
|                | Морган Бернар Давид Бриан         | Левый блок               | 1 685      | 26,14          | 2 972      | 45,42      |
|                | Сесиль Мете-Брюне Жан-Луи Ног     | Разные левые             | 1 388      | 21,53          |            |            |
|                | Эрик Забродин Одиль Ле Меллон     | Национальное объединение | 1 800      | 21,90          |            |            |

|                | Кандидаты                  | Партия                  | Первый тур | Первый тур     | Второй тур | Второй тур |
| Кол-во голосов | Кандидаты                  | Партия                  | % голосов  | Кол-во голосов | % голосов  |            |
| -------------- | -------------------------- | ----------------------- | ---------- | -------------- | ---------- | ---------- |
|                | Мишель Доган Вероник Меёс  | Правый блок             | 2 800      | 34,06          | 4 070      | 50,35      |
|                | Мартин Бюжо Жан-Луи Ног    | Разные левые            | 2 806      | 34,14          | 4 014      | 49,65      |
|                | Сесиль Арно Жан-Луи Робен  | Национальный фронт      | 1 800      | 21,90          |            |            |
|                | Дидье Дюфур Жослин Леклерк | Европа Экология Зелёные | 814        | 9,90           |            |            |